# Cheiracanthium wilma
Cheiracanthium wilma är en spindelart som först beskrevs av Benoit 1977.  Cheiracanthium wilma ingår i släktet Cheiracanthium och familjen sporrspindlar. Inga underarter finns listade i Catalogue of Life.